# ビッグ・フォー・ハウス
ビッグ・フォー・ハウス (Big Four House) は、1852年に建造されたカリフォルニア州サクラメントの歴史的建築物である。ビッグ・フォー（＝4人の偉人）の名は、コリス・ハンティントン、マーク・ホプキンズ・ジュニア、リーランド・スタンフォード、チャールズ・クロッカーに由来する。この4人はセントラル・パシフィック鉄道を組織し、サザン・パシフィック鉄道をこの地で設立した。
1961年7月4日、国定歴史建造物に指定された。同じく国定歴史建造物である、旧サクラメント歴史地区に含まれている。
かつては州独自のカリフォルニア州歴史建造物でもあったが、現在は旧サクラメントの登録に含まれている。